# 李爲
李為，字雲庵，贵州遵義人，清政治人物、進士出身。

## 生平
嘉慶十三年（1808年）戊辰科進士，三甲一百二十一名，后官廣西西林知縣，改黎平府教授。